# Ivan Matoušek
Ivan Matoušek, né le 28 juillet 1948 à Prague (Tchécoslovaquie), est un écrivain tchèque.

## Biographie
Il est diplômé de l'école secondaire de l'éducation de la place Sladkovské à Prague-Žižkov.
Il étudie la chimie à la Faculté des sciences de l'Université Charles de Prague en 1966-1971.
Il travaille comme chercheur à l'Institut de chimie physique et d'électrochimie de l'Académie tchèque des sciences (1971-1987) et, depuis 1987, à l'Institut de recherche en pharmacie et en biochimie. 
En 2001, il est nommé contrôleur de la qualité des produits pharmaceutiques de l'entreprise pharmaceutique Léčiva. 
En retraite depuis l'automne 2007, il habite à Úvaly, près de Prague.
Il s'est consacré à la peinture et au graphisme jusqu'au début des années 1990. 
Il coopère avec des magazines culturels, comme Revolver Revue et Tvar. 
Il est l'un des écrivains les plus en vue de la littérature tchèque contemporaine.

## Œuvres

### Livres indépendants
- 1991 Album, récit court
- 1992 Nové lázně, récit court (Neufs-les-Bains)
- 1995 Autobus a Andromeda, livre jeunesse
- 1997 Ego, roman
- 1999 Mezi starými obrazy, recueil de nouvelles (Entre les tableaux)
- 2000 Poezie, recueil de recueil poétiques : Marie (1982) et Poezie a serigrafie před koncem 80. let (1990)
- 2001 Spas, roman
- 2009 Oslava, prose (La Célébration)
- 2009 Adepti, prose
- 2010 Jedna věta, enregistrements, pièce jointe au projet Viktora Karlíka, paru dans la revueRevolver
- 2014 Autor Quijota
- 2017 Ogangie

### Travaux en magazines
- 2003 Péťovo loutkové divadlo — dokumentární pásmo, věnované souboru loutkových divadelních her a jejich inscenací (1977—1984), Revolver Revue č. 53/2003
- 2008 Mezi továrníky — korespondence s Lubomírem Martínkem; na pokračování v celém ročníku časopisu Tvar
- 2009 Autor Quijota Ivan Matoušek — záznamy vzniklé na základě četby Cervantesova Důmyslného rytíře dona Quijota de la Mancha; na pokračování v celém ročníku časopisu Tvar

## Récompenses
- 2003 Prix de la Revue Revolver pour le roman Spas (2001)[1]
- 2010 Prix Magnesia Litera (en) catégorie Prose 2009 pour Oslava (2009)

## Sur quelques ouvrages

### La Célébration
Le livre se compose de trois parties de longueur équivalente.
La première partie (JE) est le journal, du 5 février 2003 au 13 août 2014, du personnage principal, Antonin Vrana, né le 5 février 1920, atteint d'une tumeur maligne au poumon, en République tchèque, en partie à Brno, en partie à Jasenice (district de Třebíč), au gré des visites médicales, séjours en hôpital, visites de la famille et de quelques amis, promenades. Sont évoqués les écrivains Jan Neruda, Kafka, Cervantès, Maupassant, Gogol, Thomas Mann, Cervantès, etc. Antonin et son fils Martin travaillent un certain temps sur une traduction de Kafka.
La seconde partie (JE) est le récit de cette fin de vie, du point de vue du fils, Martin (Vrana), 57 ans, dont le regard est évidemment différent, moins médicalisé.
La troisième partie (ILS) est le récit d'un ami du fils, rencontrant le père et le fils dans cette fin de vie. Il est moins impliqué, plus objectif, moins intéressé par les relations familiale, ou les questions d'héritage.